# Liste der Naturdenkmale in Meinhard
Die Liste der Naturdenkmale in Meinhard nennt die im Gebiet von Meinhard im Werra-Meißner-Kreis in Hessen gelegenen Naturdenkmale.

## Liste
| Bild                          | Bezeichnung                                                    | Ortsteil, Lage                                                                     | Beschreibung | Art | Nr.         |
| ----------------------------- | -------------------------------------------------------------- | ---------------------------------------------------------------------------------- | --- | --- | ----------- |
| Fotos hochladen               | Wiesenmoor                                                     | Neuerode, An der Landesstraße 3424 nach Hitzelrode 51° 13′ 37,1″ N, 10° 3′ 11,5″ O | Der Wuchsort vieler seltener Gewächse wurde im Jahr 1953 zum pflanzenkundlichen Naturdenkmal erklärt. |     | MHA 636.125 |
| Fotos hochladen               | 1 Linde                                                        | Grebendorf 51° 12′ 11,9″ N, 10° 3′ 51,8″ O                                         | Die alte Linde auf dem Anger im Dorfkern Grebendorfs ist die letzte von ehemals fünf Bäumen, die vermutlich in der Zeit um 1740 oder 1750 bei der Neuanlage des Platzes gepflanzt wurden. Im Jahr 1936 ist sie zu einem Naturdenkmal erklärt worden. Als alte Versammlungs- und Gerichtsstätte ist die gesamte Anlage aus ortsgeschichtlichen Gründen ein schützenswertes Kulturdenkmal. |     | MHA 636.546 |
| BW                            | 2 Kastanienbäume und 4 Linden                                  | Hitzelrode, Gerichtsplatz 51° 14′ 31,2″ N, 10° 3′ 27,4″ O                          | |     | MHA 636.551 |
| Fotos hochladen               | Eschen                                                         | Schwebda, Kellaer Straße, Friedhof 51° 11′ 45,7″ N, 10° 6′ 1,6″ O                  | Die Bäume stehen am östlichen Eingang des Friedhofs von Schwebda, der wegen seiner beachtenswerten, mit figürlichem Schmuck besetzten Grabsteine und der gusseisernen Kreuze aus dem 19. Jahrhundert zu einem Kulturdenkmal aus künstlerischen und ortsgeschichtlichen Gründen erklärt wurde. Zu der geschützten Anlage gehören auch das Ehrenmal der Gefallenen des Ersten Weltkrieges und die Kopie des sogenannten Bonifatiussteins, eines der ältesten erhaltenen Flurdenkmale aus dem Gebiet. Im Denkmalverzeichnis des Landes Hessen hat der Friedhof die Nummer 38236. |     | MHA 636.583 |
| mehr Fotos \| Fotos hochladen | Jestädter Weinberg, Zechsteinformation, Dolomit und Gipsfelsen | Jestädt 51° 13′ 1,2″ N, 10° 0′ 1,8″ O                                              | Die Felspartien des Zechsteinrückens am rechten Werraufer, dessen sichtbare Dolomitfelsen mit ihrer löcherig verwitterten Oberfläche die Landschaft am Ausgang des Eschweger Beckens prägen, sind bereits 1924 mit einer ersten Schutzverordnung als Naturdenkmal ausgewiesen worden. Seit 1979 ist der Jestädter Weinberg ein Bereich in dem gleichnamigen Naturschutzgebiet und seit 2008 Teil des Fauna-Flora-Habitat-Gebiets Jestädter Weinberg / Werraaltarm u. -aue bei Albungen im europaweiten Schutzgebietssystem Natura 2000. |     | MHA 636.605 |
| mehr Fotos \| Fotos hochladen | Wolfstisch (Wolfstisch, Pferdeloch, Salzfrau)                  | Hitzelrode 51° 14′ 31,2″ N, 10° 3′ 49,3″ O                                         | Der tischförmige Felsen entstand, so vermuten Geologen, durch die natürliche Verwitterung eines Kalksteinblocks. Einige Historiker nehmen dagegen an, dass der Wolfstisch von Menschen gebildet wurde. Sie deuten die Stätte als Gerichtsort in einem Gräberfeld und auch als germanische Opfer- oder Kultstätte. Der Wolfstisch wird als Flurdenkmal aus geschichtlichen Gründen und als geologisches Naturdenkmal geschützt. |     | MHA 636.616 |
| Fotos hochladen               | Pferdeloch (Wolfstisch, Pferdeloch, Salzfrau)                  | Hitzelrode 51° 14′ 23,3″ N, 10° 3′ 41,8″ O                                         | Das „Pferdeloch“ ist eine enge und tiefe Felsklamm, in der im Dreißigjährigen Krieg die Bevölkerung ihr Vieh vor den plündernden Soldatenhorden versteckt haben soll. |     | MHA 636.616 |
| mehr Fotos \| Fotos hochladen | Salzfrau (Wolfstisch, Pferdeloch, Salzfrau)                    | Hitzelrode 51° 14′ 15,4″ N, 10° 3′ 28,1″ O                                         | Die Herkunft des Namens für die offene Stelle am Rand der Klippen lässt sich nicht eindeutig klären. Eine der Versionen stammt aus der Zeit, als Salz rar und teuer war und der Schmuggel lohnenswert. Einer der Schmugglerwege führte von Bad Sooden-Allendorf durch die Region ins Eichsfeld. Auf der „Salzfrau“ soll eine Frau Wache gehalten und mit einem weißen Tuch gewunken haben, wenn der Weg frei war. Haben Zöllner patrouilliert, wurde ein rotes Tuch geschwenkt. Eine andere Deutung erinnert an einen alten Sälzerweg, der von Sooden über das Plateau der Gobert führte. Kamen die Salzträgerinnen zu dem Aussichtspunkt, haben sie von hier aus Zeichen gegeben, damit die Frauen aus dem Dorf sich auf den Weg machen konnten, wenn Sie Salz kaufen wollten. Möglicherweise hat sich der Name aber nur von „Die Seltenau“, wie die Stelle in alten Karten bezeichnet wurde, im Laufe der Zeit in „Salzfrau“ umgewandelt. |     | MHA 636.616 |
| Fotos hochladen               | Brandwall im Höhenholz, vorgeschichtliche Befestigung          | Hitzelrode 51° 14′ 52,2″ N, 10° 2′ 34,1″ O                                         | Den Namen erhielt der rund 650 Meter lange, bis zu zehn Meter breite und bis zu drei Meter hohe Wall von einer Schicht gebrannten Lehms, die an der Oberseite zutage tritt und die darauf hindeuten könnte, dass die Befestigung einst durch Feuer zerstört wurde. Das , in die ältere Eisenzeit datierte Holz-Stein-Erde-Werk mit einem vorgelagerten Doppelgraben, könnte als germanische Kultstätte, als Teil einer Fliehburg, als Schutzwall der Kelten gegen die vordringenden Germanen oder als Wall einer eisenzeitlichen Höhensiedlung gedient haben. |     | MHA 636.617 |